# Вільненська сільська рада (Кропивницький район)
| Вільненська сільська рада — колишній орган місцевого самоврядування у Кропивницькому районі Кіровоградської області з адміністративним центром у с. Вільне. Сільській раді були підпорядковані населені пункти: - с. Вільне |

## Склад ради
Рада складалася з 12 депутатів та голови.

### Керівний склад ради
| ПІБ                             | Основні відомості                                                 | Дата обрання | Дата звільнення |
| ------------------------------- | ----------------------------------------------------------------- | ------------ | --------------- |
| Сіндяшкіна Ольга Сергіївна      | Сільський голова, 1960 року народження, освіта, позапартійна      | 26.03.2006   | 31.10.2010      |
| Сіндяшкіна Ольга Сергіївна      | Сільський голова, 1960 року народження, освіта вища, позапартійна | 31.10.2010   | 25.10.2015      |
| Новохатський Сергій Миколайович | Сільський голова, 1957 року народження, освіта, позапартійний     | 25.10.2016   |                 |

Примітка: таблиця складена за даними джерела

## Населення
Згідно з переписом УРСР 1989 року чисельність наявного населення сільської ради становила 898 осіб, з яких 430 чоловіків та 468 жінок.
За переписом населення України 2001 року в сільській раді мешкали 883 особи.

### Мова
Розподіл населення за рідною мовою за даними перепису 2001 року:
| Мова       | Відсоток |
| ---------- | -------- |
| українська | 94,68 %  |
| російська  | 4,87 %   |
| молдовська | 0,34 %   |
| вірменська | 0,11 %   |